# Stignița, Mehedinți
Stignița este un sat în comuna Poroina Mare din județul Mehedinți, Oltenia, România. Se află într-o regiune de deal.
Din cercetarea catagrafiei bisericilor din 1840 rezultă că biserica din acest sat a fost făcută din lemn, în anul 1802, de către sărdarul Ghiță Burileanu (M. M. 1840, p. 124, nr. 47). După documentarea lui N. Stoicescu publicată în 1970, biserica de lemn din Stignița, cu hramul “Sf. Gheorghe”, a fost făcută în anii 1821– 1822 (Stoicescu vol. 2, p. 598). În anul 1821–1822 credem că a fost făcută o nece- sară refacere.

## Personalități
- Ion Achimescu (1870-1925) - poet și traducător român